# Jürgen Vorndran

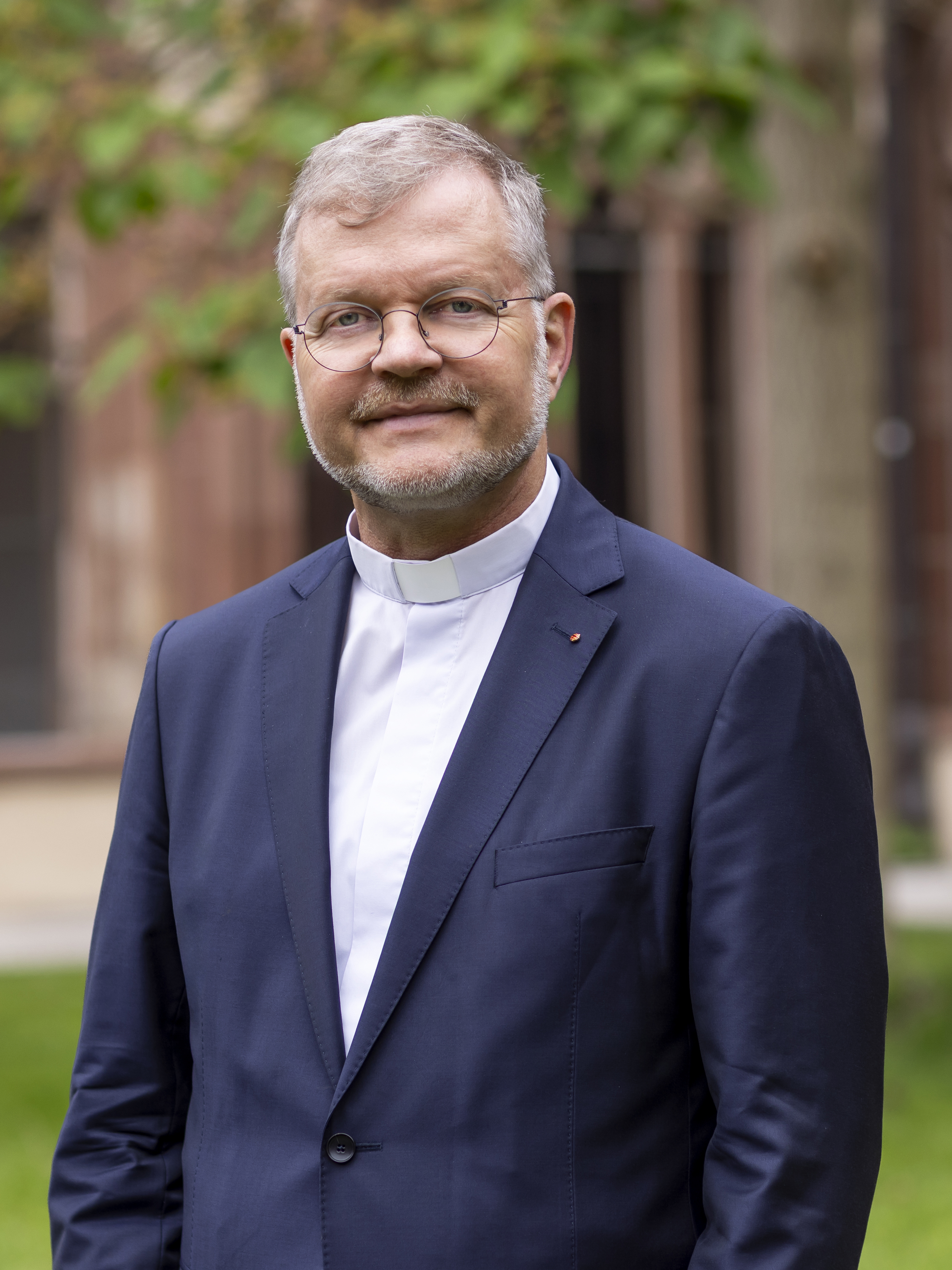
Jürgen Vorndran (2025)

Jürgen Vorndran (* 30. April 1967 in Bad Neustadt an der Saale) ist ein deutscher römisch-katholischer Geistlicher, gehört seit 2009 dem Domkapitel Würzburg an und ist seit dem 21. September 2020 Generalvikar des Bistums Würzburg.

## Leben
Nach dem Abitur am Rhön-Gymnasium Bad Neustadt trat er 1986 ins Priesterseminar Würzburg ein und studierte Theologie an der Julius-Maximilians-Universität Würzburg. 1988 wechselte er als Stipendiat der Studienstiftung des Deutschen Volkes an die Päpstliche Universität Gregoriana und ins Pontificium Collegium Germanicum et Hungaricum de Urbe in Rom. Von 1991 bis 1992 studierte Vorndran an der Ludwig-Maximilians-Universität München. Am 25. Juli 1992 wurde er von Bischof Paul-Werner Scheele im Würzburger Kiliansdom zum Diakon geweiht. Am 10. Oktober 1993 empfing er von Friedrich Kardinal Wetter in der römischen Kirche des Heiligen Ignatius von Loyola die Priesterweihe. Danach absolvierte Vorndran am Bibelinstitut in Rom ein Lizentiatstudium in Bibelwissenschaften.
1996 kehrte er ins Bistum Würzburg zurück und wurde Kaplan in Untersteinbach mit Prölsdorf, Theinheim, Fabrikschleichach und Geusfeld im Steigerwald. Zum 1. Oktober 1998 übernahm er als Pfarradministrator die Stiftspfarrei St. Peter und Alexander Aschaffenburg mit zeitlicher Freistellung zur Promotion. 2001 promovierte Vorndran an der Westfälischen Wilhelms-Universität Münster bei Erich Zenger mit einer Monographie über Psalm 86 zum Doktor der Theologie. 1999 erfolgte die Ernennung zum Pfarrer der Stiftpfarrei, von 2001 bis 2005 war Vorndran auch Seelsorger für Italienisch sprechende Katholiken am Untermain. Von 2000 bis 2005 war er stellvertretender Dekan, von 2005 bis 2008 Dekan des Dekanats Aschaffenburg-Stadt. Mit Gründung der Pfarreiengemeinschaft „St. Martin Innenstadt“ in Aschaffenburg am Pfingstmontag 2006 wurde er deren Moderator. Bereits 1999 übernahm Vorndran die Aufgabe des Ökumenebeauftragten für das Dekanat Aschaffenburg-Stadt und wurde von Bischof Paul-Werner Scheele im Jahr 2003 in die Ökumene-Kommission der Diözese Würzburg berufen. Von 2001 bis 2008 war er Mitglied im Diözesansteuerausschuss. 

## Dompfarrer und Stadtdekan
Zum 1. Dezember 2008 ernannte ihn Bischof Friedhelm Hofmann zum Pfarrer am Kiliansdom zu Würzburg sowie zum Pfarrer der Pfarreien Neumünster, St. Peter und Paul und der Hofkirche. Vom 1. Januar 2009 bis zu seiner Ernennung zum Domkapitular war Vorndran auch Ordinariatsrat. Am 1. November 2009 hat ihn Bischof Friedhelm zum Domkapitular an der Kathedralkirche zu Würzburg ernannt. Die Neubesetzung war nötig geworden, nachdem Domdekan Prälat Kurt Witzel altersbedingt aus dem Domkapitel ausgeschieden war und Monsignore Günter Putz zum Domdekan bestimmt wurde. Am 10. Januar 2010 wurde Vorndran Pfarrer der Pfarreiengemeinschaft Würzburg Innenstadt und im gleichen Jahr zum Dekan des Dekanats Würzburg-Stadt gewählt. Nach seiner Ernennung zum Generalvikar des Bischofs von Würzburg wurde er am 26. September 2020 als Dompfarrer und Stadtdekan verabschiedet. Sein Nachfolger als Dompfarrer und Ordinariatsrat wurde Stefan Gessner.

## Domdekan
Die Mitglieder des Domkapitels unter Vorsitz von Dompropst Weihbischof Ulrich Boom wählten den 53-jährigen Dompfarrer und ernannten Generalvikar Jürgen Vorndran am 15. Mai 2020 zum Nachfolger des bisherigen Domdekans Prälat Günter Putz, der altersbedingt seine Aufgaben als Domdekan abgegeben hat. Bischof Franz Jung bestätigte die Wahl. Am 16. Juni 2020 wurde Vorndran im Würzburger Kiliansdom in die neue Aufgabe als Domdekan eingeführt.

## Stiftungsleitung
Jürgen Vorndran leitete die rechtsfähige kirchliche Stiftung des bürgerlichen Rechts Thekla und Amalie Büttner-Stiftung bis 2020.

## Generalvikar

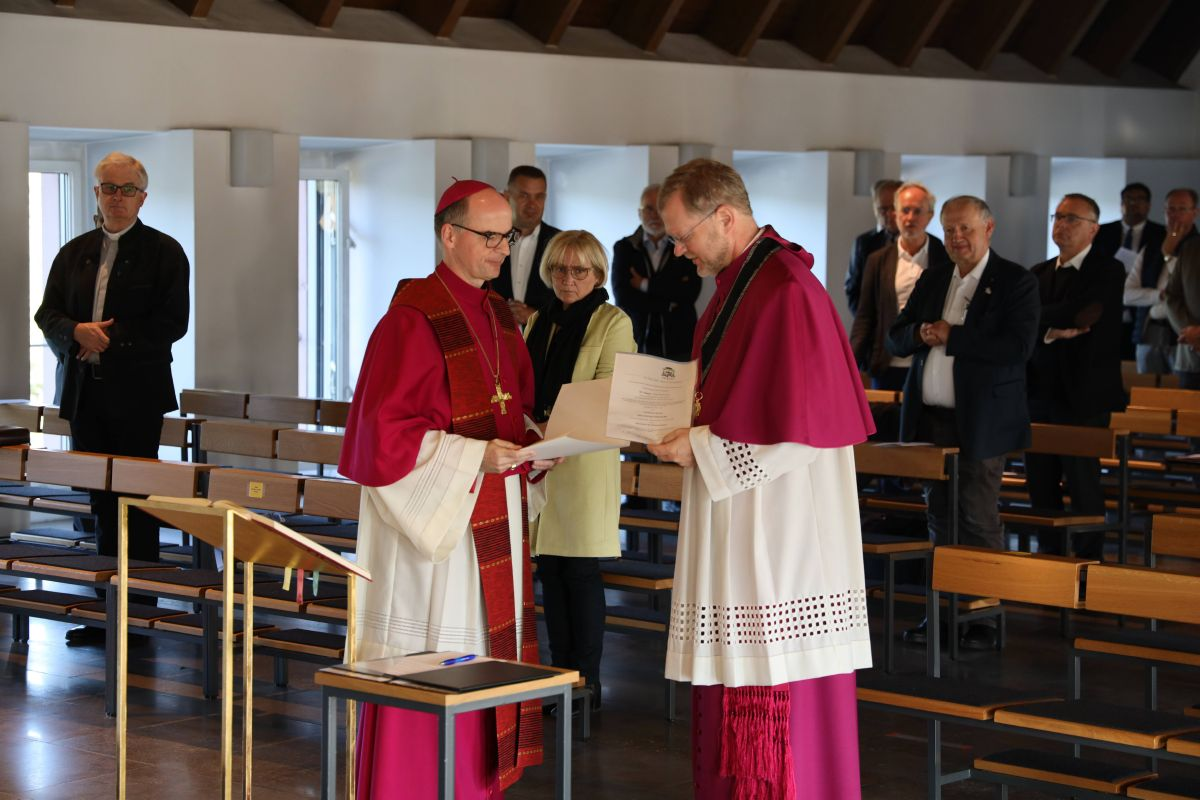
Bischof Franz Jung hat Domdekan Jürgen Vorndran die Ernennungsurkunde übergeben.

Der bisherige Generalvikar Thomas Keßler bat Bischof Franz Jung auf eigenen Wunsch hin um Entbindung von seiner Aufgabe als Generalvikar zum 7. September 2020. Das teilte er den Mitgliedern des Allgemeinen Geistlichen Rates und der Ordinariatskonferenz am 5. Mai in Würzburg mit. Ende Januar hatte Keßler bereits Bischof Franz Jung informiert. Der Bischof nahm den Rücktritt Keßlers zum 7. September 2020 an und dankte ihm für seine Dienste als Generalvikar. Gleichzeitig ernannte Bischof Jung den Würzburger Dompfarrer und Domkapitular Jürgen Vorndran zu seinem neuen Generalvikar. Bischof Franz Jung führte Vorndran am 21. September als Generalvikar ein. Die öffentliche Vorstellung des neuen Generalvikars erfolgte am 27. September bei einem Pontifikalgottesdienst im Kiliansdom. Vorndran beendete seine Vorstellung, gewandt an Bischof Franz, mit den Worten aus dem Buch Jesaja 6,8 „Hier bin ich, sende mich!“.

### „#OutInChurch - für eine Kirche ohne Angst“
Am 24. Januar 2022 outeten sich deutschlandweit über 100 Personen, die haupt- oder ehrenamtlich in der katholischen Kirche tätig sind, öffentlich als lesbisch, schwul, trans, inter, queer oder non-binär. Mit Generalvikar Jürgen Vorndran hat erstmals ein führender Vertreter des Bistums Würzburg eine Unterstützung der Initiative #OutInChurch - für eine Kirche ohne Angst signalisiert. Mitarbeiterinnen und Mitarbeiter, die bei kirchlichen Einrichtungen beschäftigt sind und in einer homosexuellen Partnerschaft leben, müssten keine arbeitsrechtlichen Konsequenzen fürchten, schreibt der Verwaltungschef der Diözese in einem Beitrag auf der Facebook-Seite des Bistums Würzburg.

### „Gemeinsam Kirche sein - Pastoral der Zukunft“
Im September 2020 übernahm Jürgen Vorndran die Leitung des Programms „Gemeinsam Kirche sein - Pastoral der Zukunft“, das 2015 von Generalvikar Thomas Keßler unter Bischof Friedhelm Hofmann aufgesetzt wurde. Am 21. Oktober 2020 wurden 43 Pastorale Räume im Bistum Würzburg geographisch umschrieben. Seitdem wurde die Zusammenarbeit darin gefördert, um die Pastoral entsprechend der sich verändernden Herausforderungen neu auszurichten. Die Zahl der Dekanate wurde zum 1. Oktober 2021 von 22 auf 9 reduziert und mit Dekanatsbüros zur Verwaltungsentlastung und -unterstützung für die Kirchenstiftungen ausgestattet. Die Rätestruktur im Bistum wurde entsprechend neu gefasst und bei der Pfarrgemeinderatswahl am 20. März 2022 erstmals umgesetzt. Angezielt wird das Leitungsmodell „in solidum“ gemäß Canon 517,1 CIC als Teamleitung in allen Pastoralen Räumen. Inhaltlich ist die Sozialraumentwicklung ein zentrales Element des Projektes: Ziel ist, den Pastoralen Raum immer mehr als Sozialraum wahrzunehmen, in dem sich Kirche mit anderen Akteuren vernetzt und kooperiert. Hierdurch wird die Bistumsvision „Christ sein unter den Menschen“ immer mehr verwirklicht. Im Jahr 2025 gelang Vorndran der Abschluss des Projekts - „Gemeinsam Kirche sein - Pastoral der Zukunft“.

## Ehrungen und Auszeichnungen
Im Oktober 2012 wurde Jürgen Vorndran im Rahmen der Düsseldorfer Herbstinvestitur in den Ritterorden vom Heiligen Grab zu Jerusalem aufgenommen. Von 2013 bis 2021 war er Prior der Komturei St. Kilian der Ritter vom Heiligen Grab zu Jerusalem. Im Jahr 2019 wurde er bei der Herbstinvestitur in Frankfurt am Main vom Ritter zum Komtur promoviert.

## Publikationen
- Jürgen Vorndran: Alle Völker werden kommen. Promotion Universität Münster, Verlag Philo, Berlin 2002, ISBN 9783825702632
- Michael Martin, Paul-Werner Scheele, Jürgen Vorndran: Ökumenische Überraschungen: Aschaffenburger Predigten. Verlagsatelier Michael Pfeifer, Aschaffenburg 2004, ISBN 9783933915061
- Jürgen Vorndran, Wolfgang Weiß: Glauben verbindet - 1000 Jahre Martyrium des hl. Aquilin. Echter Verlag, Würzburg 2018, ISBN 9783429053109